# Fuerte Oranje (Bonaire)
El Fuerte Oranje (en neerlandés: Fort Oranje ) es un pequeño fuerte en el centro de Kralendijk, la ciudad capital de la isla de Bonaire un municipio especial de los Países Bajos en el Mar Caribe. Cuenta con cuatro cañones.
Fuerte Oranje, fue construido en 1639 en nombre de la compañía neerlandesa de las Indias Occidentales. Hasta 1837 la fortaleza fue realmente utilizado como fortificación defensiva.
En 1932 una torre fue colocada en el fuerte. Este reemplazó una estructura de madera más antigua.
La fortaleza ha tenido diversos usos en el siglo XX , por ejemplo, como instalación del cuerpo de bomberos (brandweer) y de la policía (politie). En la actualidad , la fiscalía (Openbaar Ministerie ) se ha establecido aquí.